# Galapagia peruana
Galapagia peruana är en bönsyrseart som beskrevs av Terra 1995. Galapagia peruana ingår i släktet Galapagia och familjen Thespidae. Inga underarter finns listade i Catalogue of Life.